# Édouard-Joseph-Ennemond Mazères
Édouard-Joseph-Ennemond Mazères, né à Paris le 11 septembre 1796 et mort à Paris 8e le 19 mars 1866, est un auteur dramatique et librettiste français.

## Biographie
Fils d'un colon de Saint-Domingue, il fait ses études à Paris puis s'engage dans l'armée. Sous-lieutenant d'infanterie, il démissionne en 1820 pour se lancer entièrement en littérature. Il devient lecteur de Charles X mais doit quitter le poste lors de la Révolution de 1830. En 1832, il est nommé sous-préfet de Saint-Denis puis préfet de l'Ariège (1835), de l'Aveyron (1837), de la Haute-Saône (1839) et du Cher (1847-1848).
Ses pièces, dont de nombreuses écrites avec Eugène Scribe, furent représentées sur les plus grandes scènes parisiennes du XIXe siècle : Théâtre du Gymnase, Théâtre de Madame, Théâtre de l'Odéon, Comédie-Française, Théâtre du Vaudeville etc.
Il est inhumé au cimetière du Père-Lachaise (36e division).

## Œuvres
- L'Album, comédie vaudeville en un acte, avec Louis-Benoît Picard, 1821
- Un jour à Rome, ou Le jeune homme en loterie, avec G. de Lurieu, 1821
- Monsieur M. Sensible, comédie vaudeville en 1 acte, 1821
- Le Panorama d'Athènes, tableau en couplets, 1821
- L'Amateur à la porte, ou la Place du Louvre, vaudeville en 1 acte, 1822
- Le Notaire, comédie-vaudeville en 1 acte, 1822
- Une heure de veuvage, comédie-vaudeville, 1822
- La Loge du portier, comédie-vaudeville, avec Scribe, 1823
- Rossini à Paris, ou le Grand Dîner, à propos-vaudeville en 1 acte, avec Scribe, 1823
- Le Bureau de la loterie, comédie-vaudeville en 1 acte, avec Auguste Romieu, 1823
- La Vérité dans le vin, comédie-vaudeville en 1 acte, avec Scribe, 1823
- Le Coiffeur et le Perruquier, vaudeville en un acte, avec Charles Nombret Saint-Laurent et Eugène Scribe, 1824
- L'Enfant trouvé, comédie en 3 actes, avec Picard, 1824
- Les Petites Saturnales, comédie en 1 acte, mêlée de couplets, 1824
- Le Landau ou l'Hospitalité, comédie-vaudeville en 1 acte, avec Picard, 1825
- Le Charlatanisme, comédie-vaudeville, avec Scribe, 1825
- Les Arrangeuses, ou les Pièces mises en pièces, folie-vaudeville, en 1 acte, avec Nicolas Gersin et Gabriel de Lurieu, 1825
- L'Éligible, comédie en 1 acte, avec G. de Lurieu et Thomas Sauvage, 1825
- La Quarantaine, comédie vaudeville, 1825
- La Coutume allemande, ou les Vacances, comédie vaudeville en 1 acte, 1826
- La Demoiselle de compagnie, comédie-vaudeville en 1 acte, avec Picard, 1826
- La Fin du mois, comédie-vaudeville en 1 acte, 1826
- Héritage et Mariage, comédie en 3 actes, avec Picard, 1826
- Le Jeune Mari, comédie en 3 actes, 1826
- Le Loup-garou, opéra-comique en 1 acte, avec Scribe, 1827
- Les Trois Quartiers, comédie en 3 actes, avec Picard, 1827
- Chacun de son côté, comédie en 3 actes, 1828
- Les Éphémères, tragi-comédie en 3 actes et en prose, précédée d'un prologue et suivie d'un épilogue, avec Picard, 1828
- L'Espion, drame en cinq actes, avec Jacques-Arsène-François-Polycarpe Ancelot, 1828
- L'Oncle d'Amérique, comédie-vaudeville, avec Scribe, 1828
- Le Bon Garçon, comédie en 3 actes et en prose, avec Picard, 1829
- La Dame et la Demoiselle, comédie en 4 actes et en prose, avec Empis, 1830
- La Mère et la Fille, comédie en 5 actes, avec Empis, 1830
- Vatel ou le Petit-fils d'un grand homme, comédie vaudeville en 1 acte, avec Scribe, 1830
- Un changement de ministère, comédie en 5 actes et en prose, avec Adolphe-Simonis Empis, 1831
- Une liaison, comédie en 5 actes, avec Empis, 1834
- L'Amitié des femmes, comédie en 3 actes, en prose, 1849
- Le Collier de perles, comédie en trois actes, 1851
- La Niaise, comédie en 4 actes, 1854

## Distinction
- Officier de la Légion d'honneur, 17 octobre 1832.